# René Toustain de Billy
René Toustain de Billy est un religieux normand. Né au Bény dans le Calvados en 1643 et mort le 17 avril 1709, il est l'auteur de plusieurs ouvrages historiques consacré au département de la Manche.

## Biographie
Fils de François Toustain, sieur de la Valette et de Marie-Magdeleine de Baudre de Soubressin, René Toustain de Billy est issu d'une famille noble. La famille de Baudre est en effet l'une des plus nobles et des plus anciennes familles de Basse-Normandie.
René Toustain de Billy devient curé du Mesnil-Opac, près de Saint-Lô. Il conservera son ministère près de 40 ans.
Comme historien, il est l'auteur de nombreux travaux historiques concernant les villes de l'actuel département de la Manche et le diocèse de Coutances. Il est notamment l'auteur d'une Histoire ecclésiastique du diocèse de Coutances, allant de l'an 1250 à l'an 1720 et d'un ouvrage intitulé Mémoires sur l'Histoire du Cotentin.
Une rue de Saint-Lô porte son nom en son souvenir.